# Raúl Vallarino
Raúl Vallarino, auch unter dem Pseudonym Richard Durant bekannt, (* 19. Juli 1951 in Montevideo) ist ein uruguayischer Schriftsteller und Journalist.
Vallarino, der teils unter dem Pseudonym Richard Durant publiziert hat, veröffentlichte 1995 seinen ersten Roman Síndrome. Im darauffolgenden Jahr gab er eine Anekdoten- und Erinnerungssammlung des uruguayischen Fernsehens mit dem Titel Todo comenzó en un galpón heraus. Für sein sodann erschienenes Werk Historias del vapor de la carrera wurde er mit dem Internationalen Preis der Fundación Philippe Cousteau ausgezeichnet. Der Roman Sueños de cebtre forward aus dem Jahre 1999 brachte ihm den Premio Integración, verliehen durch die Gemeinde Corvera, ein. 2001 erschien mit Nadie pensaba en ella ein weiterer Roman aus seiner Feder, dem er ein Jahr später die Novelle La mujer de la fotografía folgen ließ. Weitere Bücher Vallarinos sind La triple alianza (2007), der Roman Mi nombre es Patria (2008) und ¡Llamen al comisario Otero! (2008).
Vallarino ist Erfinder des seit 2001 bisher fünfmal abgehaltenen Maratón Nacional de Lectura. Von 2000 bis März 2005 war er Direktor der Uruguayischen Nationalbibliothek. Er leitete die Fernsehsendung Documento XXI und von 2000 bis 2003 die auf MONTECABLE gesendete Entre libros y autores. Von 2002 bis 2005 hatte er die Funktion des Gesandten Uruguays im Centro Regional para el Fomento del Libro en América Latina y el Caribe (CERLALC) inne. Vallarino ist Präsident des Centre de Gestión Cultural und beratendes Mitglied der Fundación Lolita Rubial.